# 7광구 (영화)
"7광구"는 대한민국의 영화이며, 2011년 8월 4일에 개봉했다. 바다 위 석유 시추선에서 괴물과 시추 대원들이 벌이는 사투를 그렸다. 대한민국 영화 최초로 아이맥스 DMR 3D로 개봉했다.

## 줄거리
1980년대 7광구(JDZ)가 발견된 시점에서 차해준(하지원 분)의 아버지는 해저에서 파이프를 보고 있는 중 어떤 괴생명체를 발견한다. 그때 해준의 아버지가 그 작은 괴생명체를 만지려다 공격당함으로써 영화가 시작된다.
이후에도 제주도 남단에 위치한 7광구의 석유 시추선 '이클립스 호'에서는 매일 시추 작업을 시도한다. 그러나 석유 시추 작업이 별 진전이 없자 본부는 철수 명령을 내린다. 이에 강력하게 반발하는 해준은 철수 책임자로 이클립스 호에 도착한 캡틴 정만(안성기 분)에게 시간을 더 달라고 호소해 철수가 연기된다. 그런데 괴물이 시추선으로 연결된 케이블을 건드려 해준과 해저 파이프를 수리하던 막내 대원이 사고로 죽고, 갑자기 해저 생태 연구원 현정(차예련 분)이 해준 앞에서 추락사하고 만다.
해준이 시추선 이곳 저곳을 돌아다니던 도중, 의무실에 있던 문형(이한위 분)이 살해당하는 참혹한 일이 벌어진다. 그리고 얼마 안 가 괴물이 발견되고, 괴물이 본격적으로 모습을 드러낸다.
괴물이 시추선을 돌아다니게 된 이유는 과거 해저에서 발견한 괴생명체에 불을 붙이면 오랫동안 꺼지지 않는다는 것을 알게 된 정만의 욕심으로 그것을 사육하다 성장한 괴생명체가 탈출했기 때문이다. 결국 현정이 이 사실을 다른 사람들에게 알리겠다고 하자 정만이 말리다가 현정이 추락하게 되었다는 사실을 모두가 알게된다.
이후 몇 명이 잠수정으로 탈출을 시도하다 종윤(송새벽 분)와 상구(박철민 분)는 희생당하고 혼자 잠수정에 탄 인혁(박정학 분)도 쫓아온 괴물에 의해 살해당한다.
정만은 결국 15분 후 시추선을 폭파하는 자폭장치를 작동하고 괴물과 사투를 벌이고 불에 타 죽고, 동수 역시 괴물에 물리면서 바다에 빠져 사망한다. 이후 해준이 시추선 드릴로 괴물을 죽이고, 폭발하는 시추선을 피해 바다로 뛰어들어 시추선과 떨어진 부표 위에서 구조된다.

## 제작 과정
약 1,800컷의 분량 중 CG가 1,748컷을 차지할 정도로 CG의 비중이 크다. 영화에 등장하는 괴물은 멍게, 미더덕 등 바닷속 생물의 모습에서 따왔다.
화면 전체가 CG로 만들어져야 하는 분량이 단순 합성보다 많았기 때문에, 그린 스크린 위의 인물을 별도로 촬영한 후 CG로 작업한 배경과 합성했다(크로마 키). 다만 후반 마무리 작업이 늦어지면서 4일 오전에서 오후로 개봉을 연기하기도 했다.
JK필름의 설립자 윤제균 감독은 텐아시아와의 인터뷰에서 "블록버스터도 해 본 김지훈 감독보다 더 좋은 대안은 없다"며 김지훈 감독을 기용한 이유를 설명했다. 3D로 만든 이유에 대해서는 촬영 전 기획 단계부터 정해진 것이었으며, 3D를 '아바타' 수준까지 끌어올리는 것을 목표로 했다고 답했다. 윤 감독에 따르면 당초 7광구는 스릴러였다. 하지만 김 감독이 "드라마와 휴먼으로 풀었으면 좋겠다"라고 제안했다고 한다.

## 출연진
- 하지원 - 차해준 역
- 안성기 - 이정만 역
- 오지호 - 김동수 역
- 박철민 - 도상구 역
- 송새벽 - 고종윤 역
- 박정학 - 황인혁 역
- 이한위 - 장문형 역
- 박영수 - 장치순 역
- 차예련 - 현정 역
- 오민석 - 윤현우 역
- 정인기 - 해준 부 역
- 전현규 - 그린맨 역
- 박원희 - 헬기조종사 1 역
- 김민재 - 헬기조종사 2 역
- 배명호 - 선원 1 역
- 김형석 - 선원 2 역
- 오승한 - 선원 3 역
- 전예성 - 선원 4 역
- 김민혁 - 선원 5 / 시추인부 4 역
- 배영현 - 선원 6 역
- 박남현 - 시추인부 1 역
- 김동현 - 시추인부 2 역
- 김필 - 시추인부 3 역
- 장동원 - 시추인부 5 역
- 이성호 - 시추인부 6 역
- 김지영 - 어린 해준 역
- 이진영 - 여자선원 역

## 반응

### 평가
영화는 상당히 부정적인 평가를 받으며 시나리오, 캐릭터 설정이 부족하다는 평가가 지배적이다. 화면이 '재앙에 가까운 영화'라는 평가도 나왔다. 또한 김지훈 감독이 기자간담회에서 "괴수영화를 좋아하지 않는다"라고 말한 것도 비판받고 있다. 또한 화면이 시사회 직후에는 어둡다는 평도 있었으며 여기에 대해 제작사 관계자는 "원래 3D로 제작할 때는 촬영 시 밝게 찍어야 하는데 간과했다"는 사실을 밝히기도 했다.
일부에서는 화면은 볼 만하다는 평가도 있었다. 영화배우 박중훈은 ""7광구"가 이루어낸 기술적 완성도에 기립박수를 보낸다. 이제 한국 영화에서 시각적으로 표현할 수 없는 것은 아무것도 없겠다는 자신감이 든다. 새로운 시도를 높이 사고 싶다!"며 트위터에 글을 남겼다.

### 박스오피스
2011년 8월 4일 "7광구"가 개봉하자 오후에 개봉했음에도 불구하고 18만 명의 관객을 동원해 "해운대"보다 더 많은 관객을 동원했다. 개봉 첫 날 23만 명의 관객을 동원하면서 박스오피스 1위에 올랐다. 이후 부정적인 평가에도 불구하고 매일 40%의 좌석 점유율을 가지며 개봉 3일만에 누적 관객 100만 명을 돌파했다. 개봉 5일날에는 1,503,616만 명의 관객을 동원해 여전히 박스오피스 1위를 지키고 있었으나, 관객 수는 점점 하락했다. 2011년 8월 11일에는 "최종병기 활"이 13만명의 관객을 동원했고 "7광구"는 7만 명의 관객을 동원해 박스오피스 2위로 내려왔다. 개봉 둘째 주인 8월 14일에는 458개의 상영관에서 10만 명의 관객을 동원했으나 79%라는 기록적인 하락세를 보이며 박스오피스 4위로 하락했고, 누적 관객 194만명을 기록했다. 이후 2011년 8월 15일 개봉 11일만에 누적 관객 200만 명을 돌파했다. 2011년 12월 6일에는 중국에서 개봉했는데, 개봉 첫 주 4,000개의 영화관에서 2,019만 위안의 수익을 거둬 기존 1,600만 위안을 기록했던 "미녀는 괴로워"의 기록을 깼다.